# デラウェア州議会
デラウェア州議会（デラウェアしゅうぎかい、英語:Delaware General Assembly）は、アメリカ合衆国デラウェア州の立法府である。デラウェア州議会元老院（上院）とデラウェア州議会代議院（下院）の両院制議会で構成されており、ドーバーのデラウェア州会議事堂で会合を開いている。奇数年の1月の第2火曜日に招集され、同議会は偶数年の同じ時期に第2会期を開催する。通常、会期は同年6月30日までに閉会することが義務付けられている。しかし、知事はいつでも臨時会を招集することができる。デラウェア州議会は、住民投票やその他の承認を必要とせずに、一方的に州憲法を改正できる唯一の立法府である。

## 歴史
デラウェア州議会は、アメリカ独立戦争に参加した13の立法府のひとつである。1776年の州憲法によって創設され、1792年、1831年、1897年の州憲法、および1965年のReynolds v. Sims事件における合衆国最高裁判所の判決により、その構成員と責任が変更されている。
州議会の重要な活動には、1787年にアメリカ合衆国憲法を最初に批准した憲法制定会議を招集したこと（これがデラウェア州のニックネーム「ファースト・ステート」の由来となった）、および1861年1月3日に、デラウェア州が奴隷州であったにもかかわらず、合衆国からの分離独立を拒否したことが含まれる。また、奴隷制の廃止や女性の参政権に関する立法を繰り返し拒否し、これらの変更を強制するために連邦法の制定を求めたことも重要である。
1898年までは、州議会議員は郡ごとに割り当てられていた。3つの郡からそれぞれ同数ずつ、郡単位の総選挙で選出された議員が合計30名いた。1898年以降は、議員総数が52名に増え、郡内の数百の地理的境界線とほぼ一致する選挙区から選出されるようになった。しかし、人口の多いニューキャッスル郡から選出される上院議員2名と下院議員5名が追加されたことを除けば、人口格差はほとんど認識されていなかった。
1965年の最高裁判所によるレイノルズ対シムズ判決の後、上下両院の全議員が人口が均等の選挙区から選出されるよう、州議会は再編成を余儀なくされた。1972年までに、議員総数は現在の62名となった。
1924年、フローレンス・ウッド・ハンビーが州下院議員に当選し、州議会初の女性議員となった。

## 規模
議員は、10年ごとの国勢調査後に人口がほぼ均等になるように割り当てられた小選挙区から選出される。選挙は11月の第1月曜日の翌火曜日に実施され、上院の約半数が2年ごとに4年の任期で、下院全体が2年ごとに2年の任期で選出される。空席は特別選挙で補充される。いずれの院にも任期制限はない。デラウェア州議会は総数62議席で、米国で2番目に議席数の少ない二院制州議会である。アラスカ州議会（60議席）より多く、ネバダ州議会（63議席）より少ない。